# 去苯乙基芬太尼
去苯乙基芬太尼是一种有机化合物，化学式为C14H20N2O。它可用于制备芬太尼类似物，如苄基芬太尼。

## 法规
去苯乙基芬太尼在2024年9月1日被中国纳入第二类易制毒化学品管理。